# Andrew Lowe (produttore cinematografico)
Andrew Mark Lowe (febbraio 1968) è un produttore cinematografico irlandese, candidato al Premio Oscar al miglior film per Povere creature!.

## Biografia
Nel 2001, insieme ad Ed Guiney, ha fondato a Dublino la società di produzione cinematografica Element Pictures. Nel corso della sua carriera, ha lavorato come produttore cinematografico a film come Cracks, Un poliziotto da happy hour, Doppio gioco e Jimmy's Hall - Una storia d'amore e libertà. Assiduo collaboratore dei registi Lenny Abrahamson e Yorgos Lanthimos, ha ricevuto la candidatura al Premio Oscar al miglior film nel 2024 per il film Povere creature!. È membro del consiglio di amministrazione di Screen Producers Ireland e vicepresidente dell'IBEC Audiovisual Federation.

## Filmografia

### Cinema
- Laws of Attraction - Matrimonio in appello (Laws of Attraction), regia di Peter Howitt (2004)
- Adam & Paul, regia di Lenny Abrahamson (2004)
- The League of Gentlemen's Apocalypse, regia di Steve Bendelack (2005)
- Boy Eats Girl, regia di Stephen Bradley (2005)
- Isolation - La fattoria del terrore (Isolation), regia di Billy O'Brien (2005)
- Lassie, regia di Charles Sturridge (2005)
- Il vento che accarezza l'erba (The Wind That Shakes the Barley), regia di Ken Loach (2006)
- Garage, regia di Lenny Abrahamson (2007)
- L'ombra della vendetta - Five Minutes of Heaven (Five Minutes of Heaven), regia di Oliver Hirschbiegel (2009)
- Zonad, regia di John Carney e Kieran Carney (2009)
- Cracks, regia di Jordan Scott (2009)
- All Good Children, regia di Alicia Duffy (2010)
- Essential Killing, regia di Jerzy Skolimowski (2010)
- Un poliziotto da happy hour (The Guard), regia di John Michael McDonagh (2011)
- This Must Be the Place, regia di Paolo Sorrentino (2011)
- Doppio gioco (Shadow Dancer), regia di James Marsh (2012)
- Cosa ha fatto Richard (What Richard Did), regia di Lenny Abrahamson (2012)
- Dark Touch, regia di Marina de Van (2013)
- Frank, regia di Lenny Abrahamson (2014)
- Jimmy's Hall - Una storia d'amore e libertà (Jimmy's Hall), regia di Ken Loach (2014)
- Glassland, regia di Gerard Barrett (2014)
- The Lobster, regia di Yorgos Lanthimos (2015)
- Room, regia di Lenny Abrahamson (2015)
- 11 minut, regia di Jerzy Skolimowski (2015)
- A Date for Mad Mary, regia di Darren Thornton (2016)
- Il sacrificio del cervo sacro (The Killing of a Sacred Deer), regia di Yorgos Lanthimos (2017)
- Disobedience, regia di Sebastián Lelio (2017)
- La favorita (The Favourite), regia di Yorgos Lanthimos (2018)
- L'ospite (The Little Stranger), regia di Lenny Abrahamson (2018)
- Rosie, regia di Paddy Breathnach (2018)
- La vita che verrà - Herself (Herself), regia di Phyllida Lloyd (2020)
- The Nest - L'inganno (The Nest), regia di Sean Durkin (2020)
- The Souvenir: Part II, regia di Joanna Hogg (2021)
- Il prodigio (The Wonder), regia di Sebastián Lelio (2022)
- The Eternal Daughter, regia di Joanna Hogg (2022)
- Chevalier, regia di Stephen Williams (2022)
- Povere creature! (Poor Things), regia di Yorgos Lanthimos (2023)
- On Becoming a Guinea Fowl, regia di Rungano Nyoni (2024)
- Kinds of Kindness, regia di Yorgos Lanthimos (2024)
- September Says, regia di Ariane Labed (2024)
- The Watchers - Loro ti guardano (The Watchers), regia di Ishana Night Shyamalan (2024)
- Bugonia, regia di Yorgos Lanthimos (2025)

### Televisione
- Omagh, regia di Pete Travis - film TV (2004)
- Oltre l'oceano (Robin Pilcher - Jenseits des Ozeans), regia di Stefan Bartmann - film TV (2006)
- Murphy's Law - serie TV, 4 episodi (2006-2007)
- Rough Diamonds - serie TV, 3 episodi (2007)
- Sherlock Holmes and the Baker Street Irregulars, regia di Julian Kemp - film TV (2007)
- Prosperity - serie TV (2007)
- The Old Curiosity Shop, regia di Brian Percival - film TV (2007)
- L'ispettore Gently (Inspector George Gently) - serie TV, 7 episodi (2007-2009)
- Single-Handed - serie TV, 12 episodi (2007-2010)
- The Invisibles - miniserie TV, 6 episodi (2008)
- Little White Lie, regia di Nicholas Renton - film TV (2008)
- The Silence - miniserie TV, 4 episodi (2010)
- Ripper Street - serie TV, 26 episodi (2012-2016)
- Red Rock - serie TV, 2 episodi (2015)
- Charlie - miniserie TV, 3 episodi (2015)
- Rebellion - serie TV, 5 episodi (2016)
- Blood - serie TV, 5 episodi (2018)
- Normal People - serie TV, 12 episodi (2020)
- Conversations with Friends - serie TV (2022)
- The Dry - serie TV, 8 episodi (2022)
- The Gallows Pole - serie TV, 3 episodi (2023)
- The Listeners - serie TV, 4 episodi (2024)

## Riconoscimenti
- Premio Oscar
  - 2024 - Candidatura al miglior film per Povere creature!
- Premio BAFTA
  - 2021 - Candidatura alla miglior miniserie per Normal People
  - 2023 - Candidatura al miglior film britannico per Il prodigio
  - 2024 - Candidatura al miglior film per Povere creature!
  - 2024 - Candidatura al miglior film britannico per Povere creature!